# 大韓輪胎
大韓輪胎工業有限公司（韓語：대한타이어공업）為南韓再生輪胎製造商之一，1990年於全羅南道咸平郡月也面成立。大韓輪胎起初製造各式內胎與襯帶，貼牌生產供應產品給錦湖輪胎公司。產品範圍為各式卡車、巴士等的再生輪胎；輕卡車、巴士、卡車、OTR、農業用車的內胎與襯帶等。

## 公司沿革
- 1990年：2月於全羅南道咸平郡月也面成立大韓內胎工業有限公司。
- 1991年：開始替錦湖輪胎代工製造內胎、襯帶等橡膠製品。
- 1994年：1月更名為大韓輪胎工業有限公司；同年4月購置再生輪胎機械設備，開始生產再生輪胎。
- 1997年：11月獲得ISO 9002國際品質認證。
- 1998年：5月再生輪胎產品獲得美國DOT認證。

## 內部連結
- 錦湖輪胎

## 外部連結
- 官方網站 （页面存档备份，存于）